# Шесть музыкальных моментов (Шуберт)
Шесть музыкальных моментов (фр. Six moments musicaux), D. 780, опус 94 — сборник романтических миниатюр для фортепиано Франца Шуберта, созданный в 1827 году и изданный в Вене в 1828 году.
Большое влияние на стиль «Музыкальных моментов» оказал «Экспромт» Яна Вацлава Воржишека (1822). В большинстве пьес господствует танцевальный ритмический рисунок.

## Список
1. Moderato, до мажор
2. Andantino, ля-бемоль мажор
3. Allegro moderato, фа минор (завершается в фа мажоре)
4. Moderato, до-диез минор
5. Allegro vivace, фа минор (завершается в фа мажоре)
6. Allegretto, ля-бемоль мажор (завершается в ля-бемоль миноре)